# Szépművészeti Múzeum (Brassó)
A brassói Szépművészeti Múzeum 1949-ben létesült a megyei múzeum részlegeként. 1990-től önálló intézményként működik, kiállítása a Szász Iparosegylet (Gewerbeverein) egykori Rezső körúti székházában található. Főként román festők képeit mutatja be.

## Története
1949-ben hozták létre, mint az ugyanebben az évben megalapított Brassói Állami Múzeum részlegét. A múzeumnak helyet adó régi városháza egyik termében festményeket állítottak ki, majd 1950-től állandó képzőművészeti kiállítás létesült. A részleg 1970-ben a jelenleg is használt épületbe, a Rezső körúti Szász Iparosegylet házába költözött. 1990. június 11-én kivált a megyei múzeumból, és önálló intézménnyé alakult.
2016-ban a látogatók száma 6000 körül volt.

## Leírása
A múzeum gyűjteménye a 2010-es években több, mint 4500 darabot számlál. Az épület három szintjén tekinthetőek meg tárlatok: az alagsorban porcelán és üveg dísztárgyak, a földszinten időszaki, az emeleten állandó kiállítások. Ez utóbbi darabjai az erdélyi (főleg brassói) festészet 18–19. századi és a román festészet és szobrászat 19–20. századi fejlődését mutatják be.
A román festők közül megemlíthető Nicolae Grigorescu, Theodor Aman, Mișu Popp, Ion Andreescu, Ștefan Luchian, Theodor Pallady, Constantin Lecca, Nicolae Tonitza, Ion Țuculescu, a brassói szász festők közül pedig Mattis Teutsch János, Hans Eder, Friedrich von Bömches. A szobrászok közül Dimitrie Paciurea és Ion Irimescu munkái tekinthetőek meg.
A múzeum épülete változatos kulturális rendezvényeknek is helyet ad (koncertek, könyvbemutatók, konferenciák). Ugyanebben az épületben található a helyi néprajzi múzeum.

## Képek

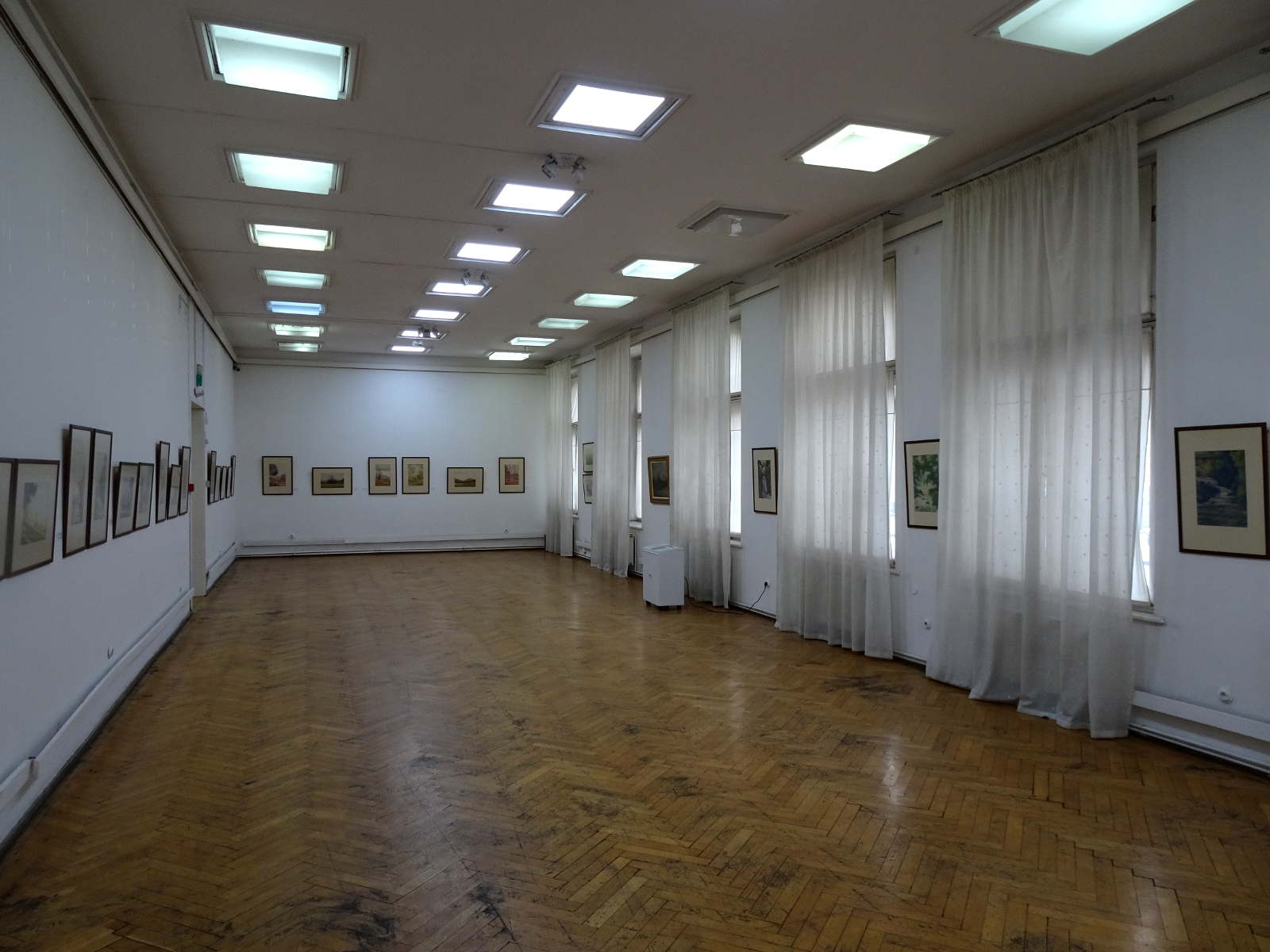
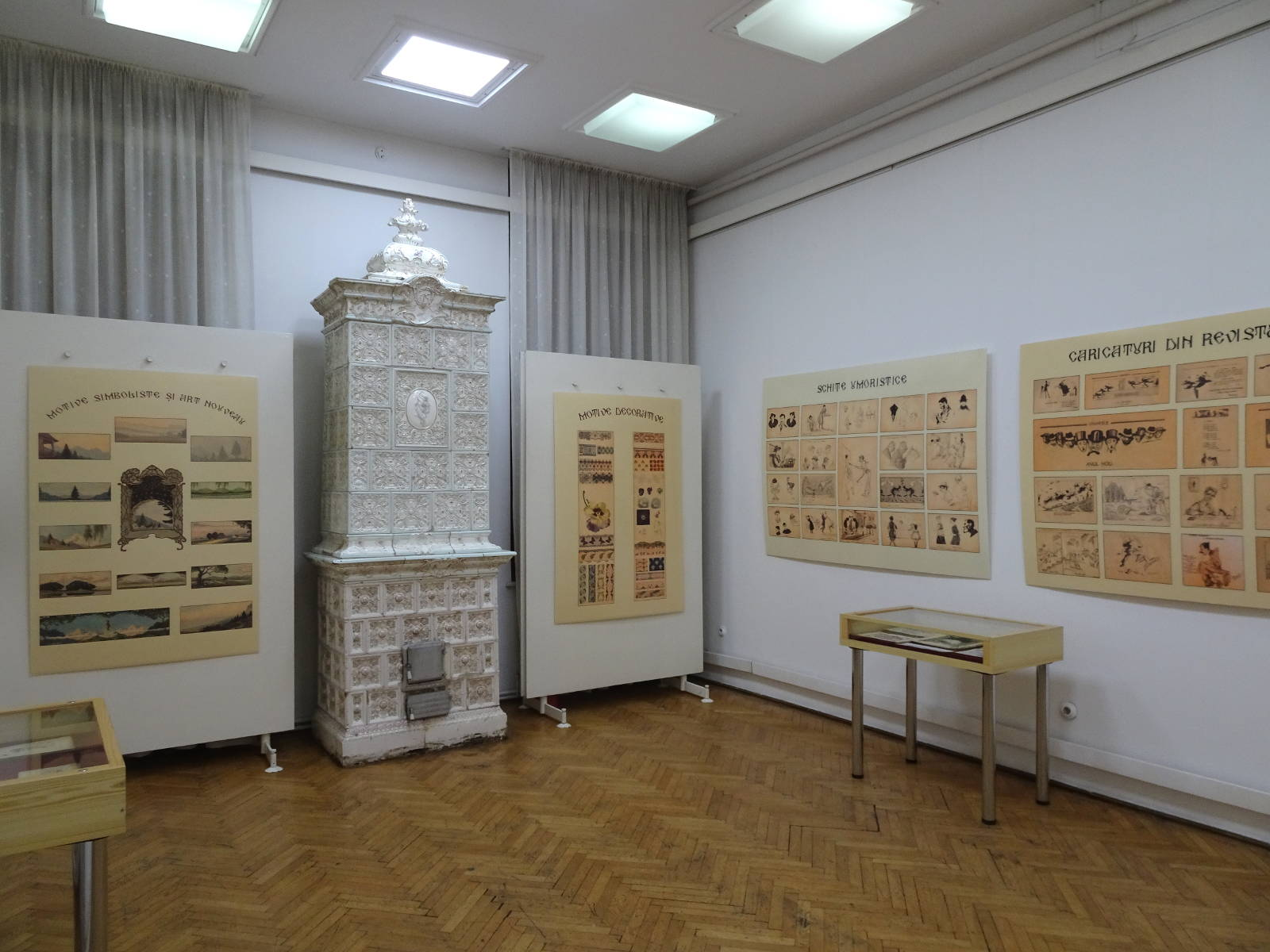
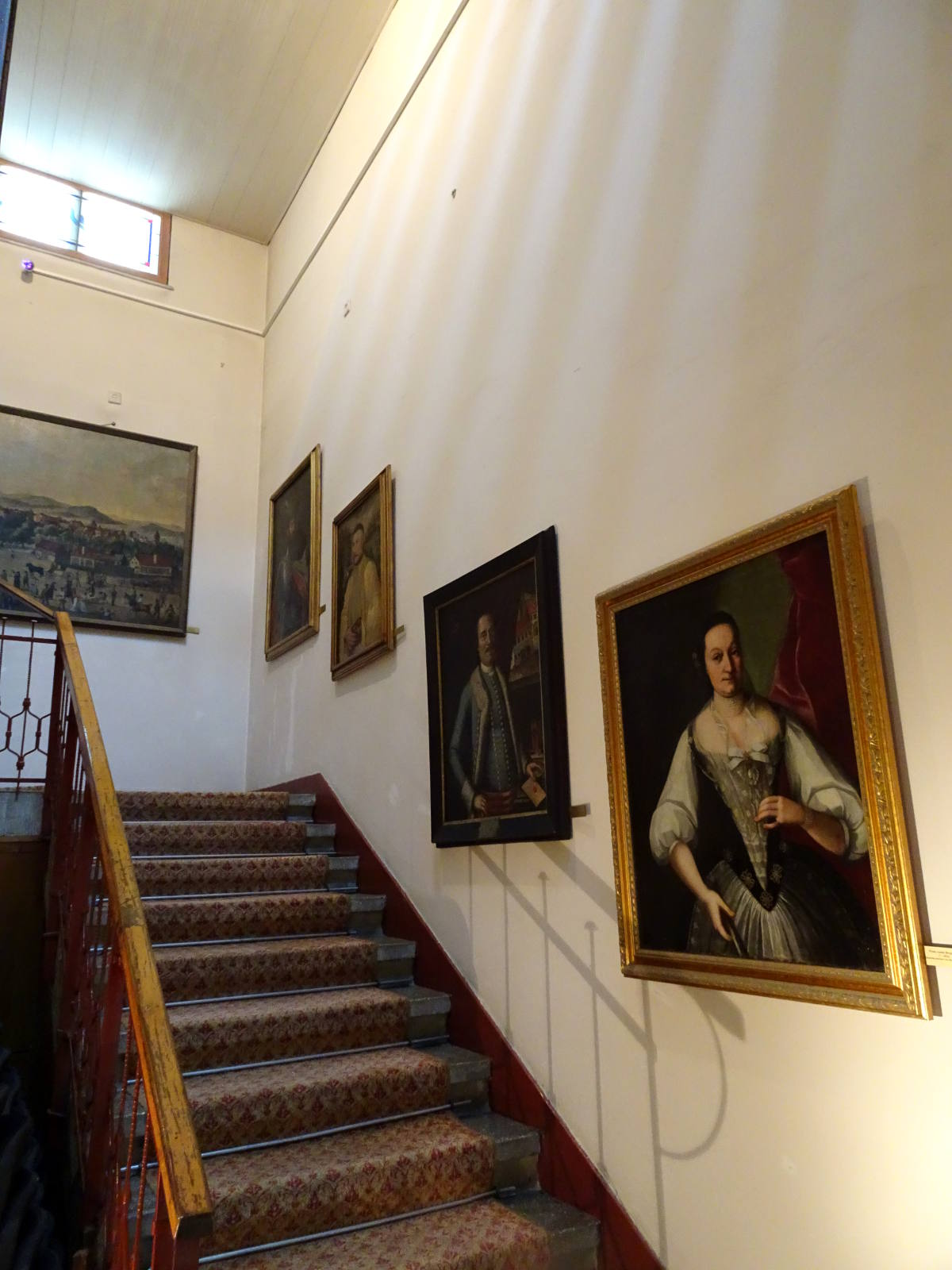
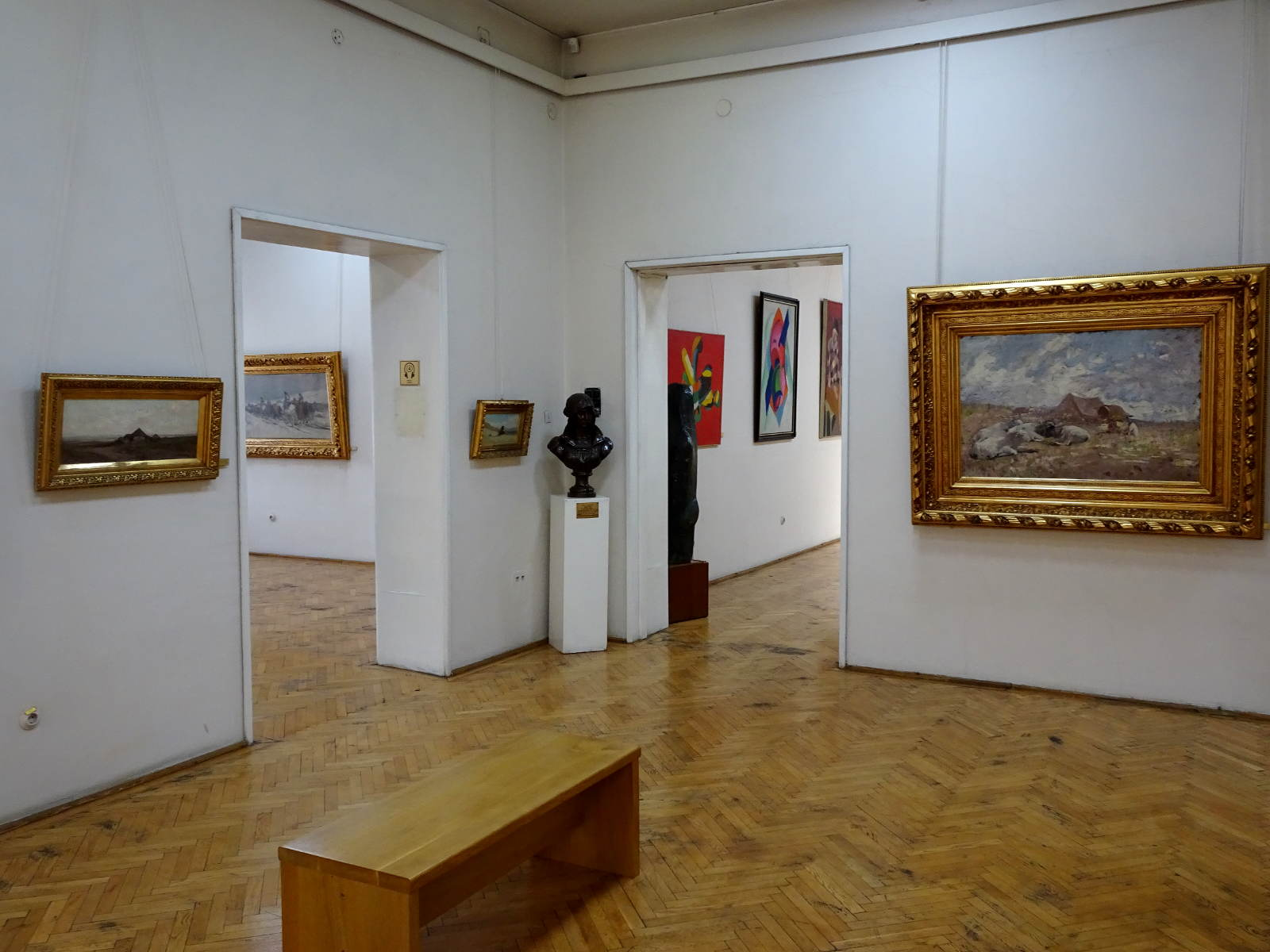
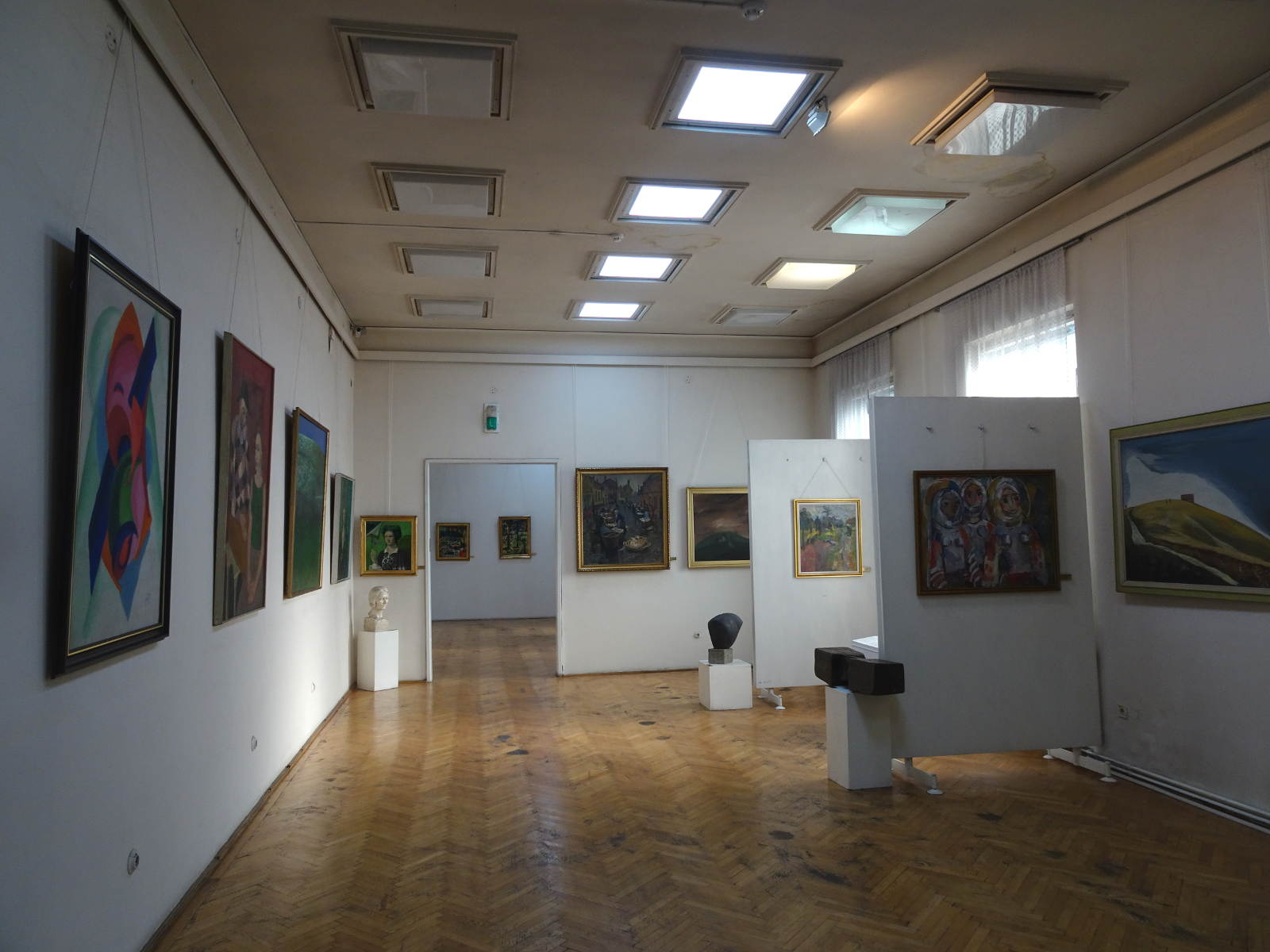